# رودريغو ساليناس
رودريغو ساليناس (بالإسبانية: Rodrigo Salinas)‏ لاعب كرة قدم أرجنتيني في خط الهجوم يلعب حالياً فيليز سارسفيلد و لعب سابقاً في نادي الاتفاق السعودي .

## وصلات خارجية
- رودريغو ساليناس على موقع قاعدة بيانات كرة القدم.إي يو (الإنجليزية)
- رودريغو ساليناس على موقع Soccerway.com (الإنجليزية)

رودريغو ساليناس